# Движение Български Великден (фондация)
Фондация „Движение Български Великден“ е българска политическа организация, юридическо лице, регистрирана през 2004 г. Представя се за продължител на движение, възникнало през 2000 г. сред успели в чужбина българи.

## Начало
Първата годишна среща „Българският Великден“ е организирана от правителството на Обединените демократични сили с министър-председател Иван Костов на Великденските празници през 2000 г. Заявената цел е да бъдат привлечени български професионалисти с опит в най-различни области от цял свят и студенти в чужбина, за да помагат в процеса на присъединяване на страната към Европейския съюз. Участват повече от 600 души. Основател на движението е Георги Костов Стратев. Фондацията е наименувана по книгата Българският Великден или страстите български на Тончо Жечев.
На всичките си традиционни годишни срещи от 2000 г. до днес Българският Великден предлага мнения, идеи и проекти на българските управляващи. Няколко от най-активните участници в срещата през 2001 година изготвят програмен документ за развитие – „Великден за България“ (101 точки), който служи за основа на икономическата предизборна програма на Национално движение Симеон Втори за парламентарните избори през 2001 г.

## Великденци във властта
През 2001 г. Симеон Сакскобургготски съставя правителство, в чийто състав са Милен Велчев и Николай Василев (вторият е активен участник в инициативата, докато първият само е присъствал на великденските срещи). В средите на жълтата партия намират място и други великденци, сред които са Антония Първанова, Любка Качакова и Красимир Катев. НДСВ не поддържа контакт и не обръща внимание на идеите и на поканите за обща работа по общественозначими проекти. Връзката между държавните органи и инициативата се разпада.
От 2002 г. съществува интернет-форум, събиращ най-активните продължители на инициативата. През 2004 година същите хора създават Фондация Движение Български Великден (ДБГВ). Поради неспазване на приетите принципи на движението и злоупотреба с привилегии на собствениците на форума и мълчаливо съгласие от страна на няколко самопровъзгласили се водачи на движението една група активни участници в движението по същото време го напуска.
През 2005 г. е първият годишен форум на инициативата организиран без правителствено участие.
Годините 2002–2004 (преди създаването на фондацията) са предимно време на дискусии и говорене за осъществяване на самостоятелни проекти. През това време, обаче, като реузлтат от доста хаотичната дейност се раждат само няколко декларации като последваща реакция на болезнени обществени въпроси.

## Фондация
След създаването на фондацията, Българският Великден бързо се преориентира към осъществяването на собствени, оригинални инициативи.
Фондацията е създадена с цел пълна прозрачност във финансирането на Българския Великден, както и да могат да бъдат привличани дарения за проекти и инициативи. След създаването на фондацията, Българският Великден става първата организация в историята на България с пълна откритост на своите финанси – актуалирани приходи и разходи Архив на оригинала от 2008-08-28 в Wayback Machine., до стотинка, могат да бъдат прочетени от всекиго и по всяко време на интернет-сайта на организацията.
Благодарение на създаването на фондацията, годишните срещи „Българският Великден“ 2005 и 2006 г. се финансират изцяло с дарения на членове на организацията и фирми и се провеждат без никаква правителствена помощ. Така инициативата се преобразува окончателно в напълно самостоятелна неправителствена организация с нестопанска цел в обществена полза.
В резултат през 2005 година излиза първата изцяло самостоятелно замислена и осъществена инициатива – „Проект на активното гражданство за по-добро образование“ Архив на оригинала от 2009-01-05 в Wayback Machine. – като база данни, където всеки гражданин може да мнение за подобряване на българското начално и средно образование. Критериите за приемане на мненията са строги, за да може да бъдат предлагани само конкретни, реалистични и осъществими идеи. Великденци регулярно изпращат събраните в проекта мнения – в суров и в обобщен вид – на отговорните по въпросите на образование институции в България с настояване за осъществяването им.
По време на традиционната ежегодна среща през 2006 г., Българският Великден обявява своя втори самостоятелен оригинален проект – „Моето Даскало“ Архив на оригинала от 2007-09-28 в Wayback Machine.. Тази инициатива дава уникалната възможност на учениците от средното образование да оценяват учителите си по няколко показателя. Проектът става изключително популярен без масова рекламна кампания – предимно чрез предаване „от ухо на ухо“. Към началото на септември 2006 г., в проекта са се включили над 17200 ученици, които са дали над 106500 оценки за над 9900 учители от над 405 училища.
Целта на проекта е да разруши парадигмата, че по-добро образование може да се постигне без участие на учениците.
Българският Великден осъществява всички свои проекти и инициативи безвъзмездно, с доброволната помощ и участие на своите членове, съмишленици и приятели.